# 长绵鳚
长绵鳚（学名：Zoarces elongatus）为輻鰭魚綱鲈形目绵鳚科绵鳚属的鱼类，俗名光鱼、海鲶鱼、绵鳚。分布于朝鲜、日本以及中国东海、黄渤海等海域，屬底棲性魚类，棲息深度可達50公尺，體長可達30公分。该物种的模式产地在Okhotsk海。